# Glen Benton
Glen Benton (Tampa, 18 juni 1967) is een Amerikaanse deathmetalbassist en grunter. Hij staat bekend als de frontman van de antichristelijke deathmetalband Deicide. Zijn basgeluid klinkt erg laag, bruut en agressief en is een belangrijk onderdeel van het geluid van Deicide.

## Oprichting Deicide
Glen Benton richtte in 1987 de band Amon op met de broers Eric en Brian Hoffman. Platenlabel Roadrunner dwong hen echter van naam te veranderen, aangezien King Diamond een nummer heeft met dezelfde titel en de associatie daarmee weggenomen moest worden. In 1989 veranderde de band de naam in Deicide. De demo's "Feasting the Beast" (1987) en 'Sacrificial' (1989) werden later onder de naam van Deicide opnieuw uitgebracht met de titel "Amon: Feasting the Beast". In 2007 richtten de broers Hoffman alsnog een band op met de naam Amon.

## Andere projecten
Benton is ook de studio-grunter van de antichristelijke deathmetalband Vital Remains en hij heeft met hen een paar keer live opgetreden. Hij leverde ook bijdragen aan andere deathmetalbands, onder meer aan Napalm Death voor het nummer "Unfit Earth" van het album Harmony Corruption. Hij viel live meerdere malen in voor stadsgenoot Obituary en schortte daarvoor zelfs zijn eigen tournee op. Op de dvd Roadrunner United 25th Anniversary staat een bijdrage van Benton waarop hij het Obituarynummer "The End Complete" zingt, met de toenmalige Slipknot-leden Paul Gray (bas) en Joey Jordison, Sepultura-gitarist Andreas Kisser en Fear Factory-slaggitarist Dino Cazares.

## Satanisme en controverse
De teksten van Deicide zijn vrijwel zonder uitzondering satanisch, antichristelijk of anti-religieus van aard. Dit zorgde ervoor dat Deicide met regelmaat geconfronteerd werd met optredens die op het laatste moment op last van lokale politiek afgezegd moesten worden en zelfs algehele verboden op albumverkoop waren geen uitzondering. In de begindagen van Deicide brandmerkte Benton met enige regelmaat een omgekeerd crucifix ("geen kruis, maar een crucifix", heeft hij bij herhaling benadrukt) in zijn voorhoofd. Als reden hiervoor gaf hij aan dat hij de vrijheid had dat te doen en dat niemand hem tegen kon houden het te doen. Benton heeft in interviews meermaals beweerd een overtuigd satanist te zijn. Bronnen rondom hem menen echter dat hij dit slechts zei om te provoceren en dat hij geen weet had van de leer van Anton LaVey. Zanger Eli Elixer, praktiserend satanist en voormalig zanger van de band Satan's Host verklaarde hierover tegenover Lords of Metal:
We have gigged with these guys in the past here in the States, and I can tell you first hand. He is not one who studies the true Satanic, Luciferian ideologies, as with the philosophies, theories and practices. He is more of a bitter bible basher, in his lyrics and mannerisms. There are very rarely any, to practically no Satanic theorems of the Left hand Path Philosophies, let alone incantations and rituals of evoking. He basically just pontificates his hatred for Christianity and its idiocy to those who follow it. There's nothing wrong with that, it has seemed to work for him as with his ranting ways. Dat weerhield Benton er niet van om in 1991 zijn eerstgeboren zoon de naam Daemon Benton mee te geven.

## Discografie

### Met Deicide
| Jaar | Titel                           | Soort       | Credits                                                                             |
| ---- | ------------------------------- | ----------- | ----------------------------------------------------------------------------------- |
| 1990 | Deicide                         | album       | Basgitaar, zang, tekstschrijver, ontwerper (trifixion)                              |
| 1992 | Legion                          | album       | Basgitaar, zang, tekstschrijver, ontwerper (trifixion)                              |
| 1995 | Once upon the Cross             | album       | Basgitaar, zang, tekstschrijver, artdirector                                        |
| 1997 | Serpents of the Light           | album       | Basgitaar, zang, tekstschrijver                                                     |
| 1998 | When Satan Lives                | livealbum   | Basgitaar, zang                                                                     |
| 2000 | Insineratehymn                  | album       | Basgitaar, zang, tekstschrijver, artdirector                                        |
| 2001 | In Torment in Hell              | album       | Basgitaar, zang, tekstschrijver                                                     |
| 2004 | Scars of the Crucifix           | album       | Basgitaar, zang, tekstschrijver                                                     |
| 2006 | When London Burns               | Video       | Basgitaar, zang                                                                     |
| 2006 | The Stench of Redemption 666 EP | ep          | Basgitaar, zang                                                                     |
| 2006 | The Stench of Redemption        | album       | Basgitaar, zang, tekstschrijver, executive producer                                 |
| 2006 | Doomsday L.A.                   | ep          | Basgitaar, zang                                                                     |
| 2007 | Doomsday L.A.                   | Video       | Basgitaar, zang                                                                     |
| 2008 | Till Death Do Us Part           | album       | Basgitaar, zang, tekstschrijver, artdirector, executive producer, mastering, mixage |
| 2009 | Death Metal Live                | split video | Basgitaar, zang                                                                     |
| 2010 | When London Burns               | livealbum   | Basgitaar, zang                                                                     |
| 2010 | Deicide (Live in Nottingham)    | livealbum   | Basgitaar, zang                                                                     |
| 2011 | To Hell with God                | album       | Zang, basgitaar, tekstschrijver, producer, artdirector                              |
| 2013 | In the Minds of Evil            | album       | Basgitaar, zang, tekstschrijver                                                     |

### Met Amon
| Jaar | Titel              | Soort | Credits     |
| ---- | ------------------ | ----- | ----------- |
| 1987 | Feasting the Beast | Demo  | Zang en bas |
| 1989 | Sacrificial        | Demo  | Zang en bas |

### Met Vital Remains
| Jaar | Titel          | Soort | Credits |
| ---- | -------------- | ----- | ------- |
| 2003 | Dechristianize | album | Zang    |
| 2007 | Icons of Evil  | album | Zang    |

### Gastoptredens als zanger
| Jaar | Band            | album                | Bijdrage                           |
| ---- | --------------- | -------------------- | ---------------------------------- |
|      | 2014            | Conjuring the Dead   | Legions of Destruction             |
| 1991 | Cancer          | Death Shall Rise     | Hung, Drawn and Quartered          |
| 1990 | Cannibal Corpse | Eaten Back to Life   | Mangled A Skull Full of Maggots    |
| 1991 | Cannibal Corpse | Butchered at Birth   | Vomit the Soul                     |
| 2001 | Firstborn       | Killer Within        | Achtergrondzang en productie       |
| 1990 | Napalm Death    | Harmony Corruption   | Unfit Earth                        |
| 1993 | Transmetal      | El Infierno de Dante | El Infierno de Dante Himno para el |
| 1993 | Transmetal      | Dante's Inferno      | Dante's Inferno Hymn for Him       |